# متن‌باز

نشان‌واره پیشگامان متن‌باز

متن‌باز یا منبع‌باز (به انگلیسی: Open source) یک کد منبع است که برای اصلاح و توزیع مجدد احتمالی آزادانه در دسترس قرار می‌گیرد. محصولات شامل اجازهٔ استفاده از کد منبع، اسناد طراحی، یا محتوای محصول است. این معمولاً به مدل متن‌باز اشاره دارد که در آن نرم‌افزارِ منبع‌باز یا سایر محصولاتِ تحتِ مجوز منبع‌باز به عنوان بخشی از جنبش نرم‌افزارِ منبع‌باز منتشر می‌شوند. استفاده از این اصطلاح با نرم‌افزار سرچشمه گرفته‌است، اما فراتر از بخش نرم‌افزار گسترش یافته‌است تا سایر مطالبِ باز و اَشکال همکاری باز را پوشش دهد.
تا پیش از ترویج گستردهٔ این اصطلاح، توسعه‌دهندگان و تولیدکنندگان از انواع عبارات برای توصیف این مفهوم استفاده می‌کردند؛ اما اصطلاح متن‌باز (open source) با ظهور سامانهٔ عمومی، جهانی، و شبکه‌ایِ اینترنت، و نیاز ملازم برای باز تجهیز کد مبدأ، جا افتاد. بازکردن کد مبدأ، باعث خود بهبودیِ تنوع در مدل‌های تولید، مسیرهای ارتباط، و جوامع تعاملی شد. متعاقب آن، عبارت «نرم‌افزار متن‌باز» برای توصیف محیطی که در آن مسائل جدید کپی‌رایت، پروانه، دامنه، و مصرف‌کننده مطرح شد، به‌وجود آمد. مدل متن‌باز شامل مفهوم دستورکارهای همزمان ولی متفاوت، و رویکردهای متنوع در تولید است که با مدل‌های متمرکزتر توسعه چون آن‌هایی که معمولاً در شرکت‌های نرم‌افزاری تجاری به کار می‌رود، در تضاد است. اصل و عمل عمده در توسعهٔ نرم‌افزار متن‌باز، شبه‌تولید به‌وسیلهٔٔ دادوستد و همکاری، با محصول نهایی (و مادهٔ منبع) است که بدون هیچ هزینه‌ای در دسترس عموم است.

## منشأ
اصطلاح «منبع باز»، همان‌طور که برای توصیف نرم‌افزار به کار می‌رفت، اولین بار توسط گروهی از افراد در جنبش نرم‌افزار آزاد مطرح شد که منتقد برنامه سیاسی و فلسفه اخلاقی بودند که در اصطلاح «نرم‌افزار آزاد» آمده‌است و می‌کوشید گفتمان را دوباره تنظیم کند به منعکس کردن موقعیت تجاری تر علاوه بر این، ابهام اصطلاح «نرم‌افزار آزاد» به عنوان دلسردکننده پذیرش تجارت شناخته می‌شد. این گروه شامل کریستین پیترسون، تاد اندرسون، لری آگوستین، جون هال، سام اوکمن، مایکل نایمن و اریک اس ریموند بود. پترسون در نشستی که در پالو آلتو، کالیفرنیا برگزار شد، در واکنش به اعلامیه نت اسکیپ در ژانویه ۱۹۹۸ مبنی بر انتشار کد منبع برای ناوبر، «منبع آزاد» را پیشنهاد داد. روز بعد لینوس توروالدز از او حمایت کرد و فیل هیوز از این اصطلاح در مجله لینوکس حمایت کرد. در ابتدا به نظر می‌رسید که ریچارد استالمن، بنیانگذار جنبش نرم‌افزار آزاد، این اصطلاح را به کار برد، اما بعداً نظر خود را تغییر داد. Netscape کد منبع خود را تحت مجوز عمومی Netscape و بعداً تحت مجوز عمومی Mozilla منتشر کرد.
ریموند به ویژه در تلاش برای رواج اصطلاح جدید فعال بود. او اولین تماس عمومی را برای پذیرش آن در فوریه ۱۹۹۸ با جامعه نرم‌افزار آزاد انجام داد. اندکی بعد، او ابتکار منبع باز را با همکاری بروس پرنس تأسیس کرد.
این اصطلاح با رویدادی که در آوریل ۱۹۹۸ توسط ناشر فناوری Tim O'Reilly برگزار شد، بیشتر دیده شد. رهبران بسیاری از مهمترین پروژه‌های منبع آزاد و آزاد از جمله Linus Torvalds, Larry Wall, Brian Behlendorf, Eric Allman، گیدو ون روسوم، مایکل تایمن، پل ویکسی، جیمی زاوینسکی و اریک ریموند. در این نشست، گزینه‌های جایگزین اصطلاح «نرم‌افزار آزاد» مورد بحث و بررسی قرار گرفت. Tiemann از «نرم‌افزار منبع» به عنوان اصطلاح جدید حمایت می‌کرد، در حالی که ریموند در مورد «منبع آزاد» استدلال می‌کرد. توسعه دهندگان مونتاژ شده رأی آوردند، و برنده عصر همان روز در یک کنفرانس مطبوعاتی اعلام شد.
بسیاری از موسسات رسمی بزرگ برای حمایت از توسعه جنبش نرم‌افزار منبع باز به وجود آمده‌اند، از جمله بنیاد نرم‌افزار آپاچی، که از پروژه‌های جامعه مانند چارچوب منبع باز Apache Hadoop و سرور منبع باز HTTP Apache HTTP پشتیبانی می‌کند.

### مدل منبع باز و همکاری باز
مدل منبع باز یک مدل توسعه نرم‌افزار غیرمتمرکز است که همکاری باز را تشویق می‌کند، به این معنی که "هر سیستم نوآوری یا تولیدی متکی به شرکت کنندگان هدف گرا و در عین حال هماهنگ و شل است که برای ایجاد یک محصول (یا خدمات) با ارزش اقتصادی تعامل می‌کنند، که آنها به طور یکسان در اختیار همکاران و غیر همکاران قرار دهید. " یک اصل اصلی در تولید نرم‌افزار منبع باز تولید همتا است، با محصولاتی مانند کد منبع، نقشه‌های اولیه و اسناد به صورت آزاد در دسترس عموم است. حرکت منبع باز در نرم‌افزار به عنوان پاسخی به محدودیت‌های کد اختصاصی آغاز شد. این مدل برای پروژه‌هایی مانند فناوری مناسب منبع باز و کشف داروهای منبع باز مورد استفاده قرار می‌گیرد.
مدل منبع باز برای توسعه نرم‌افزار از این اصطلاح برای اشاره به سایر اشکال همکاری باز، مانند در انجمن‌های اینترنتی، لیست‌های پستی و جوامع آنلاین الهام گرفته‌است. همچنین تصور می‌شود که همکاری آزاد اصل عملیاتی است که طیف وسیعی از فعالیت‌های مختلف، از جمله TEDx و ویکی‌پدیا را مشخص می‌کند.
همکاری باز اصلی اساسی در تولید همتا، همکاری انبوه و ویکینومیک است. این در ابتدا در نرم‌افزارهای منبع باز مشاهده شد، اما در بسیاری از موارد دیگر مانند تالارهای گفتگوی اینترنتی، لیست‌های پستی، جوامع اینترنتی و موارد بسیاری از محتوای بازمانند Creative Commons نیز یافت می‌شود. همچنین برخی از موارد منابع عمومی، مصرف مشارکتی و نوآوری باز را توضیح می‌دهد.
ریله و همکاران همکاری باز را به عنوان همکاری مبتنی بر سه اصل برابری طلبی، شایسته سالاری و خود سازماندهی تعریف کنید. لوین و پریتولا همکاری باز را چنین تعریف می‌کنند: «هر سیستم نوآوری یا تولیدی که متکی به شرکت کنندگان هدف گرا و در عین حال هماهنگ و شل باشد که برای ایجاد یک محصول (یا خدمات) با ارزش اقتصادی با یکدیگر تعامل دارند و آنها را به‌طور یکسان در اختیار عوامل و غیر مشارکت کنندگان قرار می‌دهند.» این تعریف چندین نمونه را ضبط می‌کند که اصول مشابه به هم پیوستند. به عنوان مثال، همه عناصر - کالاهایی با ارزش اقتصادی، دسترسی آزاد به مشارکت و مصرف، تعامل و مبادله، کار هدفمند و در عین حال هماهنگ نشده - در یک پروژه نرم‌افزاری منبع باز، ویکی‌پدیا یا یک انجمن یا انجمن کاربران وجود دارد. آنها همچنین می‌توانند در یک وب سایت تجاری که مبتنی بر محتوای تولید شده توسط کاربر است، حضور داشته باشند. در همه این موارد همکاری آشکار، هر کسی می‌تواند مشارکت کند و هر کسی می‌تواند آزادانه در میوه‌های مشارکت، که توسط مشارکت کنندگان تعاملی که به‌طور ناهماهنگی هماهنگ شده‌اند، حاصل شود.
یک کنفرانس سالانه که به تحقیق و عمل در زمینه همکاری آزاد اختصاص دارد، سمپوزیوم بین‌المللی ویکی و همکاری آزاد است (OpenSym، ویکی سایم سابق). این گروه طبق وب سایت خود، همکاری آزاد را چنین تعریف می‌کند: "همکاری برابری طلبانه (همه می‌توانند به آن بپیوندند، هیچ مانعی اصولی یا مصنوعی برای مشارکت وجود ندارد)، شایسته سالاری (تصمیمات و وضعیت به جای تحمیل شدن مبتنی بر لیاقت است) و خود سازماندهی (فرایندها) با مردم سازگار شوند تا افراد با فرآیندهای از پیش تعریف شده سازگار شوند). "

### مجوزهای منبع باز
منبع آزاد دسترسی جهانی را از طریق مجوز منبع باز یا آزاد به طرح یا طرح اولیه یک محصول و توزیع مجدد جهانی آن طرح یا طرح اولیه ارتقا می‌دهد. قبل از اینکه عبارت متن باز به‌طور گسترده مورد استفاده قرار گیرد، توسعه دهندگان و تولیدکنندگان از اصطلاحات مختلف دیگری استفاده می‌کردند. منبع باز تا حدی به دلیل ظهور اینترنت تسخیر شد. جنبش نرم‌افزار منبع باز برای شفاف سازی حق چاپ، صدور مجوز، دامنه و موضوعات مصرف‌کننده به‌وجود آمد.
مجوز منبع آزاد نوعی مجوز برای نرم‌افزارهای رایانه ای و سایر محصولات است که اجازه می‌دهد از کد منبع، طرح یا طرح استفاده شود، اصلاح شود یا به اشتراک گذاشته شود (با یا بدون اصلاح) تحت شرایط و ضوابط تعریف شده. این به کاربران نهایی و شرکت‌های تجاری امکان می‌دهد تا کد منبع، طرح اولیه یا طراحی را برای نیازهای شخصی‌سازی، کنجکاوی یا عیب‌یابی خود بررسی و اصلاح کنند. نرم‌افزارهای دارای مجوز منبع آزاد عمدتاً رایگان در دسترس هستند، گرچه لزوماً این مورد وجود ندارد. مجوزهایی که فقط توزیع مجدد غیر تجاری یا تغییر کد منبع برای استفاده شخصی را مجاز می‌دانند، معمولاً به عنوان مجوزهای منبع باز در نظر گرفته نمی‌شوند. با این حال، مجوزهای منبع آزاد ممکن است محدودیت‌هایی داشته باشند، به ویژه در مورد ابراز احترام به منشأ software نرم‌افزار، مانند الزام به حفظ نام نویسندگان و بیانیه حق چاپ در کد، یا الزام به توزیع مجدد نرم‌افزار مجاز. فقط تحت همان مجوز (مانند مجوز کپی لفت). یکی از مجوزهای محبوب مجوزهای نرم‌افزار منبع باز، مجوزهای تأیید شده توسط Open Source Initiative (OSI) براساس تعریف Open Source (OSD) آنهاست.

### کد نرم‌افزار منبع باز
به‌طور کلی، منبع آزاد به یک برنامه رایانه ای گفته می‌شود که در آن کد منبع برای استفاده به هر منظور (از جمله تجاری) یا اصلاح طرح اصلی آن در دسترس عموم قرار دارد. منظور از کد منبع باز یک تلاش مشترک است، جایی که برنامه نویسان کد منبع را بهبود می‌بخشند و تغییرات را در جامعه به اشتراک می‌گذارند. کد تحت شرایط مجوز نرم‌افزار منتشر می‌شود. بسته به شرایط مجوز، دیگران می‌توانند نسخه (fork) خود را بارگیری، اصلاح و منتشر کنند و دوباره در انجمن منتشر کنند.

### «باز» در مقابل «آزاد» در مقابل «آزاد و باز»
نرم‌افزار آزاد و منبع باز (FOSS یا FLOSS) به‌طور آشکار کد منبع مشترک است که بدون هیچ گونه محدودیتی در استفاده، اصلاح یا توزیع، مجوز دارد. در فارسی مشکلی از این بابت وجود ندارد اما در انگلیسی، برای آزاد از کلمه Free استفاده شده است که هم معنی آزاد می‌دهد و هم رایگان. سردرگمی در مورد این تعریف همچنان ادامه دارد زیرا "Free" که به آن "Libre" نیز گفته می‌شود، به آزادی محصول و نه قیمت، هزینه یا شارژ اشاره دارد. مثال معروفی که زده می‌شود این است که منظور از Free همان Free Speech یا «آزادی بیان» است نه Free Beer یا «آبجو رایگان».
برعکس، ریچارد استالمن استدلال می‌کند که معنای واضح اصطلاح «منبع باز» این است که کد منبع عمومی است / برای بازرسی قابل دسترسی است، بدون این که لزوماً حقوق دیگری اعطا شود، اگرچه طرفداران این اصطلاح می‌گویند باید شرایط در تعریف منبع باز وجود داشته باشد.
«آزاد» نباید با مالکیت عمومی (مالکیت دولت)، محرومیت زدایی (ملی شدن)، ضد خصوصی‌سازی (فعالیت ضد شرکتی) یا رفتار شفاف اشتباه گرفته شود.
- گنو
  - بیانیه گنو
  - ریچارد استالمن
- رایگان در برابر آزاد (بدون هزینه در مقابل بدون محدودیت)